# Давыдов, Денис Игоревич
Денис Игоревич Давыдов (1987 год, Балашиха, Московская область, РСФСР, СССР) — российский самбист, чемпион России, Европы и мира, победитель Универсиады в Казани, Заслуженный мастер спорта России.

## Спортивные результаты
- Первенство Европы по самбо 2005 года — ;
- Чемпионат России по самбо 2010 года — ;
- Чемпионат России по самбо 2012 года — ;
- Чемпионат России по самбо 2013 года — ;
- Чемпионат России по самбо 2015 года — ;
- Чемпионат России по самбо 2016 года — .